# Erioptera festiva
Erioptera festiva är en tvåvingeart som beskrevs av Alexander 1934. Erioptera festiva ingår i släktet Erioptera och familjen småharkrankar. Inga underarter finns listade i Catalogue of Life.